# Coelotes uozumii
Coelotes uozumii är en spindelart som beskrevs av Nishikawa 2002. Coelotes uozumii ingår i släktet Coelotes och familjen mörkerspindlar. Inga underarter finns listade i Catalogue of Life.